# Sebastiania heteroica
Sebastiania heteroica är en törelväxtart som beskrevs av Johannes Müller Argoviensis. Sebastiania heteroica ingår i släktet Sebastiania och familjen törelväxter. Inga underarter finns listade i Catalogue of Life.